# لانا وولف
لانا وولف (بالهولندية: Lana Wolf)‏ هي دي جيه ومدربة صوتي ومغنية هولندية، ولدت في 14 ديسمبر 1975 في Wezep ‏ في هولندا.

## وصلات خارجية
- الموقع الرسمي
- لانا وولف على موقع IMDb (الإنجليزية)
- لانا وولف على موقع ميوزك برينز (الإنجليزية)
- لانا وولف على موقع أول ميوزيك (الإنجليزية)
- لانا وولف على موقع ديسكوغز (الإنجليزية)